# La Ramada (Córdoba)
La Ramada es una localidad argentina ubicada en el departamento San Javier de la provincia de Córdoba. Se encuentra sobre la ruta provincial 14, 3 km al norte del límite con la provincia de San Luis.
A 2008 el poblado carecía de agua potable. Es una villa turística, ubicada en el extremo sur del circuito de Traslasierra.

## Población
Cuenta con 60 habitantes (Indec, 2010), lo que representa un incremento del 81% frente a los 33 habitantes (Indec, 2001) del censo anterior.
| Gráfica de evolución demográfica de La Ramada entre 1991 y 2010 |
|                                                                 |
| Fuente: Censos nacionales del INDEC                             |